# Litsea solomonensis
Litsea solomonensis är en lagerväxtart som beskrevs av C. K. Allen. Litsea solomonensis ingår i släktet Litsea och familjen lagerväxter. Inga underarter finns listade i Catalogue of Life.